# Blah Blah Blah (musikalbum)
Blah Blah Blah är Iggy Pops sjunde soloalbum, utgivet den 13 oktober 1986. Albumet innehåller bland annat en cover på Johnny O'Keefes "Wild One", betitlad "Real Wild Child (Wild One)".

## Låtlista
1. "Real Wild Child (Wild One)" (Johnny O'Keefe/Johnny Greenan/Dave Owens) - 3:38
2. "Baby, It Can't Fall" (David Bowie/Iggy Pop) - 4:14
3. "Shades" (David Bowie/Iggy Pop) - 5:57
4. "Fire Girl" (Steve Jones/Iggy Pop) – 3:33
5. "Isolation" (David Bowie/Iggy Pop) - 4:36
6. "Cry For Love" (Steve Jones/Iggy Pop) – 4:28
7. "Blah-Blah-Blah" (David Bowie/Iggy Pop) - 4:32
8. "Hideaway" (David Bowie/Iggy Pop) - 5:01
9. "Winners & Losers" (Steve Jones/Iggy Pop) – 6:18
10. "Little Miss Emperor"" (David Bowie/Iggy Pop) - 3:50

## Medverkande
- Iggy Pop – sång
- Kevin Armstrong – gitarr, sång
- Edral Kizilcay – synthesizer, bas, trummor, stråkarrangemang, sång
- Steve Jones – gitarrsolo på "Cry for Love"